# Rosie Flores
Rosie Flores (San Antonio, 1950. szeptember 10. –), amerikai rockabilly és country énekesnő, gitáros, dalszerző.

## Pályafutása
Tizenkét éves koráig a texasi San Antonioban élt, majd a család San Diegoba költözött. Kisgyermekként kezdett énekelni, testvére (Roger) pedig tinédzserkorában megtanította gitározni.
Még Kaliforniában, középiskolás korában alapította első zenekarát, a Penelope's Childrent. Az 1970-es években a San Diego szórakozóhelyein játszott. Együttese ekkor a Rosie and the Screamers volt. Az 1980-as években csatlakozott a Screamin 'Sirens nevű teljesen női csapathoz. Kiszemezek után 1987-ben liadták a „Voodoo” című albumot. Szólistaként bemukatkozó lemeze 1987-ben jelent meg. A „Crying Over You” című kislemez a Billboard listájára került.
Mindenfelé turnézott az Egyesült Államokban, Európában, Ázsiában és Ausztráliában. 1995-ben csatlakozott Wanda Jacksonhoz egy észak-amerikai turnén.
Előadói és dalszerzői munkája mellett segített ébren tartani a korábbi generációk női rockabilly zenészeinek hírnevét.

## Albumok
- 1987: Rosie Flores
- 1992: After the Farm
- 1993: Once More with Feeling
- 1995: Rockabilly Filly
- 1997: A Little Bit of Heartache (Ray Campival)
- 1999: Dance Hall Dreams
- 2001: Speed of Sound
- 2004: Single Rose
- 2004: Bandera Highway
- 2005: Christmasville
- 2009: Girl of the Century
- 2012: Working Girl's Guitar
- 2012: After The Farm & Once More With Feeling
- 2019: Simple Case Of The Blues

## Díjak
- 1997: Academy of Country Music (Band of the Year)
- 1997: Academy of Country Music (Top Vocal Group)
- 2007: Peabody Award („Whole Lotta Shakin'”)
- 2014: Ameripolitan Music Awards (Honky Tonk Female)
- 2014: Ameripolitan Music Awards (Rockabilly Female)